# 1894 aux échecs
| Années des échecs : 1891 - 1892 - 1893 - 1894 - 1895 - 1896 - 1897    |
| Décennies des échecs : 1860 - 1870 - 1880 - 1890 - 1900 - 1910 - 1920 |

Cet article présente les faits marquants de l'année 1894 aux échecs.

## Événements majeurs
- Le Championnat du monde d'échecs 1894 voit s'affronter l'Américain d'origine autrichienne Wilhelm Steinitz, tenant du titre, et l'Allemand Emanuel Lasker, du 15 mars au 26 mai 1894 à New York (parties 1 à 8), Philadelphie (parties 9 à 11) et Montréal (parties 12 à 19).

## Championnats nationaux
- Empire allemand : Siegbert Tarrasch remporte le championnat du Congrès[1],[2].
- Canada : A. Thomas Davison remporte le championnat[3].
- Écosse : Sheriff Walter Cook Spens remporte le championnat[4].

## Naissances
- Gyula Breyer
- Hans Kmoch

## Nécrologie
- 11 mai : Alexander Wittek